# Liste des circonscriptions électorales de Turquie
Pour les articles homonymes, voir Circonscription électorale.
Cette liste présente les 87 circonscriptions électorales de Turquie. Ces circonscriptions correspondent aux provinces à l'exception des provinces d'Istanbul, d'Ankara, de Bursa et d'Izmir qui, en raison de leur taille, sont divisées en deux ou trois circonscriptions composées de districts.
- Adana
- Adıyaman
- Afyonkarahisar
- Ağrı
- Aksaray
- Amasya
- Ankara I
- Ankara II
- Ankara III
- Antalya
- Ardahan
- Artvin
- Aydın
- Balıkesir
- Bartın
- Batman
- Bayburt
- Bilecik
- Bingöl
- Bitlis
- Bolu
- Burdur
- Bursa I
- Bursa II
- Çanakkale
- Çankırı
- Çorum
- Denizli
- Diyarbakır
- Düzce
- Edirne
- Elâzığ
- Erzincan
- Erzurum
- Eskişehir
- Gaziantep
- Giresun
- Gümüşhane
- Hakkari
- Hatay
- Istanbul I
- Istanbul II
- Istanbul III
- Izmir I
- Izmir II
- Iğdır
- Isparta
- Kahramanmaraş
- Karabük
- Karaman
- Kars
- Kastamonu
- Kayseri
- Kırıkkale
- Kırklareli
- Kırşehir
- Kilis
- Kocaeli
- Konya
- Kütahya
- Malatya
- Manisa
- Mardin
- Mersin
- Muğla
- Muş
- Nevşehir
- Niğde
- Ordu
- Osmaniye
- Rize
- Sakarya
- Samsun
- Siirt
- Sinop
- Sivas
- Şanlıurfa
- Şırnak
- Tekirdağ
- Tokat
- Trabzon
- Tunceli
- Uşak
- Van
- Yalova
- Yozgat
- Zonguldak